# Jean De Fraine
Jean De Fraine, né le 3 mars 1914 à Ostende (Belgique) et décédé le 25 juillet 1966 à Folkestone (Angleterre), est un prêtre jésuite, professeur d'Écriture sainte et exégète belge.

## Biographie
Après des études secondaires au collège d'Alost, Jean De Fraine entre le 23 septembre 1930 au noviciat des Jésuites de Tronchiennes. Il commence son parcours comme professeur de la classe de poésie au collège Sainte-Barbe à Gand. 
Tout en faisant ses études de théologie préparatoires au sacerdoce à Louvain, il obtient un doctorat en philologie classique à l'université de Louvain. Le 24 août 1943, il est ordonné prêtre à Louvain. De 1945 à 1948, il se spécialise à l'institut biblique de Rome, où il obtient le doctorat en exégèse.

## Carrière
Il commence son enseignement au théologat des Jésuites flamands à Heverlee-Louvain dès 1948. En 1956, il y est déjà doyen de la faculté de théologie. Dès le début de sa carrière d'enseignant, il écrit abondamment : livres et articles – en néerlandais ou français – qui sont autant de contributions scientifiques sur des aspects de l'Ancien Testament. Ne se cantonnant pas au domaine strictement scientifique, il écrit des articles de spiritualité biblique destinés au grand public. 
Fréquemment invité à des congrès et conférences en Belgique et à l'étranger, il collabore à des projets œcuméniques dans le domaine biblique. Ainsi, il est membre de la commission de la Nederlandse Bijbelgenootschap, une association protestante, et de la Katholieke Bijbelstichting. Il traduit les livres de la Genèse, des Juges, et d'autres livres de l'Ancien Testament pour le projet de la Willibrordvertaling.
Durant un congrès se tenant à Jérusalem, il est fait citoyen d'honneur de la ville sainte.
Respecté pour son érudition, sa compétence et honnêteté scientifique, il est également apprécié pour son amabilité et sa simplicité. Sa carrière professionnelle est entièrement consacrée à l'étude et à l'explication fidèle de l'Écriture Sainte.

## Écrits
Le nom du père Jean De Fraine apparaît dans de nombreuses revues scientifiques et encyclopédies auxquelles il collaborait. La plupart de ses écrits sont en néerlandais, mais beaucoup ont été traduits en français. 
Parmi ses ouvrages principaux:
- De Bijbel en het ontstaan van de mens, Antwerpen, 1953. – La Bible et les origines de l'homme, Paris-Tournai, Desclée, coll. « Museum Lessianum », 1961.
- L'Aspect religieux de la royauté israélite. L'Institution monarchique dans l'Ancien Testament et dans les textes mésopotamiens, Rome, 1954.
- Adam et son lignage. Études sur la notion de "personnalité corporative" dans la Bible, Paris, 1959.
- Bijbels bidden. De Bijbelse achtergrond van grote gebeden, Brugge, 1960. – Prier avec la bible. Les Antécédents bibliques des grandes prières chrétiennes, Bruges, Ch. Beyaert, 1961.
- Nouvel atlas historique et culturel de la Bible, Paris, 1961. – traduit en trois langues.
- De Bijbel over roeping en uitverkiezing, Roermond, 1965.